# Scott Brown (futbolista)
Scott Brown (Dunfermline, Escocia, Reino Unido, 25 de junio de 1985) es un exfutbolista y entrenador escocés que jugaba de centrocampista. Es el entrenador del Ayr United desde 2024.
Inició su carrera en el Hibernian F. C. en 2002 hasta 2007, donde logró coronarse campeón de la Copa de la Liga de Escocia en 2007. En ese mismo año fue transferido al Celtic de Glasgow por 4,4 millones de £, la tasa más alta de transferencia pagada entre dos clubes de Escocia. Fue nombrado capitán del Celtic en febrero de 2010.
Jugó para la selección de Escocia sub-21 antes de hacer su debut en la absoluta en noviembre de 2005, con 20 años de edad. Pero se convirtió en un habitual en el equipo a partir del 2007. Anotó su primer gol con la selección absoluta el 5 de septiembre de 2009 ante Macedonia en la clasificación al Mundial 2010. En marzo de 2016 jugó partido número 50 con la selección mayor y fue incluido en el Salón de la Fama del Fútbol Escocés.

## Trayectoria

### Como jugador

#### Primeros pasos
Scott empezó su carrera en las inferiores del Falkirk. El club Rangers estaba interesado en fichar a Scott Brown, pero consideraron que era demasiado pequeño para contratarlo por aquel entonces. A los 13 años de edad fichó finalmente por el Hibernian FC, por recomendación del entrenador escocés John Park.

#### Hibernian
Scott Brown empezó su carrera profesional en el Hibernian FC. Debuta en la Premier League de Escocia el 3 de mayo de 2003 en el partido Hibernian 3-1 Aberdeen, cuando Scott Brown sustituyó a su compañero Garry O'Connor en el minuto 30. El año siguiente se convierte titular indiscutible (disputó un total de 41 partidos oficiales), y ayudó a su equipo a llegar a la final de la Copa de la Liga, aunque finalmente el título se lo llevó el Livingston, ya que ganó esa final por 2-0. En 2007 el equipo volvió a llegar a la final de la Copa de la Liga de Escocia, y esta vez consiguió ganarla con una victoria por 5-1 al Kilmarnock.

#### Celtic

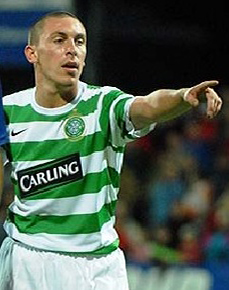
Brown jugando para el Celtic en un partido amistoso de 2007, antes de la temporada ante el Basilea.

Después de alzarse con el título ficha por su actual club, el Celtic de Glasgow. El 16 de mayo de 2007 Brown firma el contrato y el Celtic paga 6,6 millones de euros a su antiguo club. Este fichaje fue el más caro realizado entre dos clubes escoceses. 
En su primera temporada se proclamó campeón de Liga. En total ganó 10 ligas y 12 copas nacionales en los 14 años que estuvo en el club en los que jugó 620 partidos y anotó 46 goles.

#### Final de carrera
En marzo de 2021 se hizo oficial su fichaje por el Aberdeen F. C. a partir de la temporada 2021-22. Abandonó el club el 8 de marzo de 2022 y en mayo anunció su retirada.

### Como entrenador
El 12 de mayo de 2022, unos días después de haber anunciado su retirada, inició su carrera en los banquillos tras ser nombrado entrenador del Fleetwood Town F. C. En su primera temporada el equipo finalizó decimotercero en la League One y en el inicio de la segunda solo sumaron un punto tras seis jornadas. Estos resultados adversos hicieron que fuera destituido el 3 de septiembre.

## Selección nacional

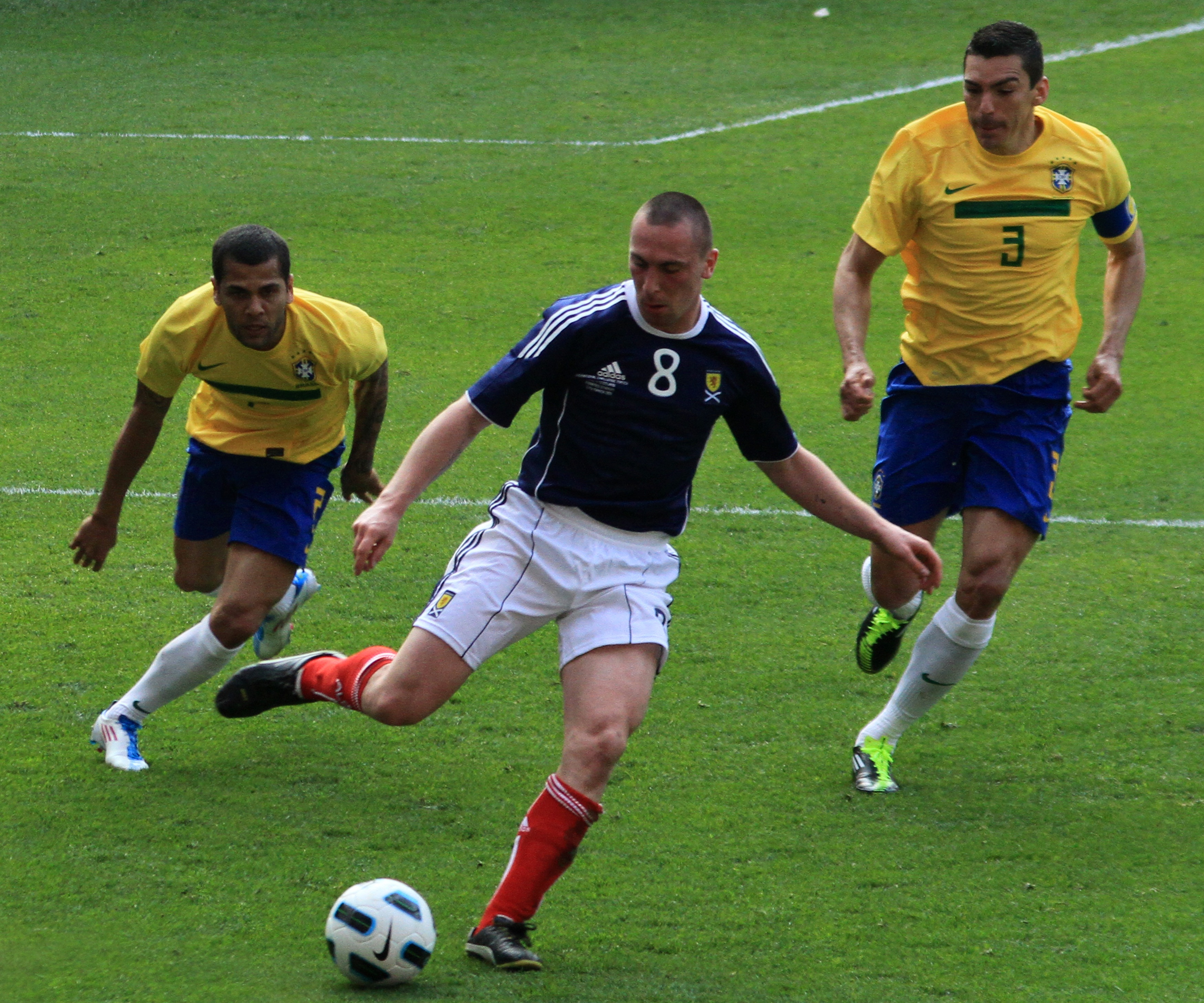
Brown (número 8) ante la selección de fútbol de Brasil en marzo de 2011.

Era un habitual en el equipo de Escocia sub-21 dirigida por Rainer Bonhof. Hizo su debut con la selección de fútbol de Escocia en un amistoso el 12 de noviembre de 2005, como sustituto en el minuto 74 por Garry O'Connor en el empate en casa 1-1 contra los Estados Unidos. El entrenador Walter Smith dijo que Brown tuvo un buen desempeño. A continuación volvió a la sub-21, pero fue convocado nuevamente a la selección absoluta en septiembre de 2006 para el amistoso ante Lituania. Fue parte del equipo que jugó los partidos contra Francia y Ucrania en octubre de 2006 para la clasificación para la Eurocopa 2008. Sin embargo no disputó ningún partido.
En marzo de 2007 sustituyó a Gary Teale durante un partido de clasificación para la Eurocopa 2008 contra Georgia. Luego también disputó el partido contra Italia, que fue victoria 2-0 para los italianos.
Anotó su primer gol para Escocia el 5 de septiembre de 2009, en la victoria por 2-0 sobre Macedonia en un partido para la clasificación de la Copa del Mundo 2010.
Brown tiene el curioso récord de anotar el primer gol de la década (2010) para su selección, en la victoria por 1-0 sobre la República Checa el 3 de marzo de 2010. A continuación, disputó los dos primeros partidos de Escocia para la clasificación de la Eurocopa 2012; 0-0 ante Lituania y una victoria 2-1 sobre Liechtenstein. Se perdió los dos siguientes partidos, ante República Checa y España, debido a una lesión. En virtud de Craig Levein, Brown fue uno de los jugadores claves de Escocia, tanto así que se sugirió como posible capitán para la Copa de Naciones 2011 en el partido contra Irlanda del Norte, en ausencia de Darren Fletcher, pero Levein decidió darle el brazalete a Kenny Miller en su lugar, ya que Brown terminó perdiendo el partido por lesión.
El 22 de diciembre de 2011 se reveló que Brown había sido invitado al equipo del Reino Unido para los Juegos Olímpicos de 2012, pero al final no fue seleccionado para el plantel que participó en los Juegos.
Jugó en cuatro de los partidos de la clasificación de Escocia para la Copa del Mundo de 2014, y fue nombrado capitán por el nuevo seleccionador escocés Gordon Strachan en febrero de 2013. Anotó su tercer y cuarto gol en la selección en los triunfos amistosos y consecutivos por 1-0 ante Noruega y Polonia.
El 29 de marzo de 2016 jugó su partido número 50 en una victoria por 1-0 sobre Dinamarca, ganándose un lugar en el Salón de la Fama del Fútbol Escocés. En agosto de 2016, anunció su intención de retirarse de la selección con el fin de dedicar todos sus esfuerzos a su club. Sin embargo, dos meses después anuló su decisión de retirarse.

### Clasificación a Eurocopas
| Clasificación                       | Sede              | Resultado    | Posición | Partidos | Goles |
| ----------------------------------- | ----------------- | ------------ | -------- | -------- | ----- |
| Clasificación para la Eurocopa 2008 | Austria y Suiza   | No clasificó | 3.º      | 6        | 0     |
| Clasificación para la Eurocopa 2012 | Polonia y Ucrania | No clasificó | 3.º      | 3        | 0     |
| Clasificación para la Eurocopa 2016 | Francia           | No clasificó | 4.º      | 9        | 0     |
| Total                               | Total             | Total        | Total    | 18       | 0     |

### Clasificación a Mundiales
| Clasificación              | Sede      | Resultado    | Posición | Partidos | Goles |
| -------------------------- | --------- | ------------ | -------- | -------- | ----- |
| Clasificación Mundial 2010 | Sudáfrica | No clasificó | 3.º      | 8        | 1     |
| Clasificación Mundial 2014 | Brasil    | No clasificó | 4.º      | 4        | 0     |
| Clasificación Mundial 2018 | Rusia     | No clasificó | 3.º      | 5        | 0     |
| Total                      | Total     | Total        | Total    | 17       | 1     |

## Estadísticas

### Clubes
Actualizado al último partido jugado de su carrera.
| Club | Div.          | Temporada     | Liga  | Liga  | Copa nacional | Copa nacional | Copas internacionales(1) | Copas internacionales(1) | Total | Total |
| Club | Div.          | Temporada     | Part. | Goles | Part.         | Goles         | Part.                    | Goles                    | Part. | Goles |
| --- | ------------- | ------------- | ----- | ----- | ------------- | ------------- | ------------------------ | ------------------------ | ----- | ----- |
| Hibernian F. C. Escocia | 1.ª           | 2002-03       | 4     | 3     | 0             | 0             | ―                        | ―                        | 4     | 3     |
| Hibernian F. C. Escocia | 1.ª           | 2003-04       | 36    | 3     | 5             | 1             | ―                        | ―                        | 41    | 4     |
| Hibernian F. C. Escocia | 1.ª           | 2004-05       | 20    | 1     | 2             | 1             | 2                        | 0                        | 24    | 2     |
| Hibernian F. C. Escocia | 1.ª           | 2005-06       | 20    | 1     | 3             | 2             | 1                        | 0                        | 24    | 3     |
| Hibernian F. C. Escocia | 1.ª           | 2006-07       | 30    | 5     | 10            | 2             | 2                        | 1                        | 42    | 8     |
| Hibernian F. C. Escocia | Total club    | Total club    | 110   | 13    | 20            | 6             | 5                        | 1                        | 135   | 20    |
| Celtic F. C. Escocia | 1.ª           | 2007-08       | 34    | 3     | 5             | 0             | 9                        | 0                        | 48    | 3     |
| Celtic F. C. Escocia | 1.ª           | 2008-09       | 36    | 5     | 6             | 2             | 6                        | 0                        | 48    | 7     |
| Celtic F. C. Escocia | 1.ª           | 2009-10       | 21    | 1     | 3             | 0             | 6                        | 0                        | 30    | 1     |
| Celtic F. C. Escocia | 1.ª           | 2010-11       | 28    | 2     | 7             | 2             | 4                        | 0                        | 39    | 4     |
| Celtic F. C. Escocia | 1.ª           | 2011-12       | 22    | 3     | 6             | 3             | 4                        | 0                        | 32    | 6     |
| Celtic F. C. Escocia | 1.ª           | 2012-13       | 17    | 3     | 6             | 0             | 10                       | 0                        | 33    | 3     |
| Celtic F. C. Escocia | 1.ª           | 2013-14       | 38    | 2     | 3             | 2             | 9                        | 0                        | 50    | 4     |
| Celtic F. C. Escocia | 1.ª           | 2014-15       | 32    | 4     | 9             | 0             | 7                        | 1                        | 48    | 5     |
| Celtic F. C. Escocia | 1.ª           | 2015-16       | 22    | 1     | 5             | 0             | 9                        | 0                        | 36    | 1     |
| Celtic F. C. Escocia | 1.ª           | 2016-17       | 33    | 1     | 9             | 1             | 12                       | 1                        | 54    | 3     |
| Celtic F. C. Escocia | 1.ª           | 2017-18       | 34    | 0     | 8             | 0             | 14                       | 0                        | 56    | 0     |
| Celtic F. C. Escocia | 1.ª           | 2018-19       | 30    | 1     | 8             | 2             | 13                       | 0                        | 51    | 3     |
| Celtic F. C. Escocia | 1.ª           | 2019-20       | 29    | 2     | 8             | 3             | 15                       | 0                        | 52    | 2     |
| Celtic F. C. Escocia | 1.ª           | 2020-21       | 31    | 1     | 3             | 0             | 9                        | 0                        | 43    | 1     |
| Celtic F. C. Escocia | Total club    | Total club    | 407   | 29    | 86            | 15            | 127                      | 2                        | 620   | 46    |
| Aberdeen F. C. Escocia | 1.ª           | 2021-22       | 24    | 2     | 3             | 0             | 6                        | 0                        | 33    | 2     |
| Aberdeen F. C. Escocia | Total club    | Total club    | 24    | 2     | 3             | 0             | 6                        | 0                        | 33    | 2     |
| Total carrera | Total carrera | Total carrera | 541   | 44    | 109           | 21            | 138                      | 3                        | 788   | 68    |
| (1)Incluye Liga Europa de la UEFA (2004-07/2009-12/2014-16), Copa Intertoto de la UEFA (2006-07) y Liga de Campeones de la UEFA (2007-11/2012-14/2015-16). |               |               |       |       |               |               |                          |                          |       |       |

## Palmarés

### Títulos nacionales
| Título                     | Club            | País    | Año     |
| -------------------------- | --------------- | ------- | ------- |
| Copa de la Liga de Escocia | Hibernian F. C. | Escocia | 2006-07 |
| Premier League de Escocia  | Celtic F. C.    | Escocia | 2007-08 |
| Copa de la Liga de Escocia | Celtic F. C.    | Escocia | 2008-09 |
| Copa de Escocia            | Celtic F. C.    | Escocia | 2010-11 |
| Premier League de Escocia  | Celtic F. C.    | Escocia | 2011-12 |
| Premier League de Escocia  | Celtic F. C.    | Escocia | 2012-13 |
| Copa de Escocia            | Celtic F. C.    | Escocia | 2012-13 |
| Scottish Premiership       | Celtic F. C.    | Escocia | 2013-14 |
| Scottish Premiership       | Celtic F. C.    | Escocia | 2014-15 |
| Copa de la Liga de Escocia | Celtic F. C.    | Escocia | 2014-15 |
| Scottish Premiership       | Celtic F. C.    | Escocia | 2015-16 |
| Scottish Premiership       | Celtic F. C.    | Escocia | 2016-17 |
| Copa de Escocia            | Celtic F. C.    | Escocia | 2016-17 |
| Copa de la Liga de Escocia | Celtic F. C.    | Escocia | 2016-17 |
| Copa de la Liga de Escocia | Celtic F. C.    | Escocia | 2017-18 |
| Scottish Premiership       | Celtic F. C.    | Escocia | 2017-18 |
| Copa de Escocia            | Celtic F. C.    | Escocia | 2017-18 |
| Copa de la Liga de Escocia | Celtic F. C.    | Escocia | 2018-19 |
| Scottish Premiership       | Celtic F. C.    | Escocia | 2018-19 |
| Copa de Escocia            | Celtic F. C.    | Escocia | 2018-19 |
| Copa de la Liga de Escocia | Celtic F. C.    | Escocia | 2019-20 |
| Scottish Premiership       | Celtic F. C.    | Escocia | 2019-20 |
| Copa de Escocia            | Celtic F. C.    | Escocia | 2019-20 |

### Distinciones individuales
| Distinción                           | Año                       |
| ------------------------------------ | ------------------------- |
| SPFA Parte del equipo ideal del año  | 2006-07, 2008-09, 2014-15 |
| SFWA Jugador joven del año           | 2007                      |
| Futbolista del año en Escocia (SPFA) | 2009                      |
| Salón de la Fama del Fútbol Escocés  | 2016                      |